# Dolmen von El Baradal
Der Dolmen von El Baradal (auch El Varadal genannt) ist eine lokal als Cutruyos oder Covayos bezeichnete Megalithanlage in El Baradal, bei Tineo in Asturien in Spanien. 
Der Dolmen wurde 1951 in einem kleinen Tal unterhalb des nahen Dorfes entdeckt und kurz danach größtenteils zerstört. Ausgrabungen und Durchsiebungen der während der Beraubung abgetragenen Erde wurden von Francisco Jordá Cerdá (1914–2004) vollführt, wobei lediglich eine kleine Axt und mehrere Schleifsteine gefunden wurden. 
Erhalten blieben vier große Orthostaten, die vermutlich eine polygonale Kammer umschlossen, sowie, getrennt davon, zwei quer dazu angeordnete Orthostaten. Einer war Teil der Kammer, während der andere zum Gang gehören sollte. Bei seiner Entdeckung hatte der Dolmen Deckplatten, die zerbrochen wurden. 
Die Quarzitblöcke, aus denen der Dolmen bestand, sind bis zu 2,35 Meter hoch, etwa 60 cm breit und 25 bis 30 cm dick. Ihr Gewicht liegt zwischen 1.000 und 1.500 kg. 
Der südlichste Orthostat der Vierergruppe hat eine etwa 5,0 cm breite U-förmige Gravur aus etwa 3,0 mm breiten Riefen, die ihn wie eine Halskette schmückt. Diese Art Gravur war nie an einem spanischen Dolmen gefunden worden. Analogien wurden aber bei einem Idol aus dem Tejotal und an einer portugiesischen Stele bemerkt. 
Ein flaches pentagonales Stück porösen Sandsteins mit abgerundeten Kanten und Abmessungen von 20 × 13 × 5 cm gilt als Idol. Es ist beidseitig mit Resten violett-roter Farbe versehen, so dass davon ausgegangen werden kann, dass es Funktionen im Zusammenhang mit dem Bestattungskult erfüllte. Es ist im Museum von Asturien in Oviedo ausgestellt. 
Die Daten über die etwa 700 Dolmen in Asturien sind spärlich. Experten vermuten, dass es zwei Gruppen gibt. Eine findet sich in relativ hohem Gelände (ein Beispiel ist der Dolmen von Merillés). Die zweite Gruppe liegt im Flachland, in der Nähe von Flüssen. Der Baradal-Dolmen gehört zur zweiten Gruppe. 
Aufgrund ungenügender Wartung wurde der Dolmen innerhalb kürzester Zeit von Gebüsch überwuchert, sodass er kaum mehr sichtbar ist. 